# Jacques Giès
Jacques Giès, né le 10 janvier 1950 à Paris 9e et mort le 11 avril 2021 à Rouen, est un sinologue et historien de l'art, conservateur général du Patrimoine, inspecteur général des Affaires culturelles au ministère de la Culture et de la Communication. 
Spécialisé dans les arts bouddhiques de la Chine et de l’Asie centrale, ainsi que dans la peinture chinoise, il est président du musée national des arts asiatiques - Guimet de 2008 à 2011.

## Biographie
Jacques Giès étudie le dessin, la peinture et la gravure à partir de 13 ans, fréquente l'Académie de la Grande Chaumière, l'atelier de la place des Vosges et l'Atelier Bing Guis. De 1972 à 1975, il étudie aux Beaux Arts de Paris.
Il obtient son doctorat d'histoire de l'art en 1998 et un diplôme en langue et civilisation chinoises. Il enseigne au même moment à l'Université Paris-Sorbonne (Paris IV) de 1974 à 1998, puis à l’École du Louvre (1998-2008).
Il entre en 1980 comme conservateur au musée Guimet dans les sections Chine et Asie centrale.
Il organise avec Monique Cohen, une importante exposition sur la Serinde et l'art serindien qui se tient au Grand Palais d'octobre 1995 à février 1996,.
Il apparaît dans La Route de la foi, en tant que commentateur, le troisième documentaire de la collection « Aux frontières de la Chine », réalisé par Serge Tignères, sorti en 2006.

## Présidence du Musée Guimet
En 2008, Jacques Giès est nommé président du musée Guimet, fonction qu'il exerce jusqu'en 2011. Sous sa présidence, la baisse de fréquentation du musée augmente. Il tente d'organiser des expositions d'art contemporain pour inverser la tendance, mais cela ne suffit pas. Des problèmes de management entraînent une opposition d'une partie du personnel contre lui et ses successeurs.
Il se rend dès 2009 à Hong Kong en quête d'artistes chinois contemporains susceptibles d'être exposés au musée. Pour lui, l'art asiatique présente une continuité temporelle et se caractérise par des échanges entre les arts de différentes époques, et non par une coupure entre âge ancien et contemporain, comme c'était jusque-là le cas dans le musée.

## Distinctions
- Chevalier de l'ordre national du Mérite (décret du 10 novembre 1998)
- Chevalier de la Légion d'honneur (2001)
- Officier de l'ordre des Arts et des Lettres (juillet 2006)

## Œuvres
- Les Arts de l’Asie Centrale. La collection Pelliot au Musée Guimet, 2 volumes, Paris, Tokyo, Londres, 1994-1996
- Sérinde, Terre de Bouddha. Dix siècles d'art sur la Route de la Soie, Paris, Tokyo, 1995-1996
- Trésors du Musée National du Palais, Taipei : Mémoire d’Empire, « Peintures et calligraphies », Paris 1998
- Montagnes Célestes, Paris, 2004
- La Voie du Tao : Un autre chemin de l’être, Paris 2010
- Monique Cohen et Jacques Giès, Sérinde, terre de Bouddha : Dix siècles d'art sur la route de la soie, [exposition], Paris, Galeries nationales du Grand Palais, 24 octobre 1995-19 février 1996, Paris, Réunion des Musées Nationaux, décembre 1995, 430 p. (ISBN 978-2-7118-3068-8, OCLC 33889838)
- Monique Cohen, Jean-Pierre Drège et Jacques Giès, La Sérinde, terre d'échanges, Paris, la Documentation française, coll. « Rencontres de l'École du Louvre » (no 14), 2000
- Jacques Giès, Laure Feugère et André Coutin (photogr. Reza), Le pinceau de Bouddha, Paris, La Martinière, 2002, 167 p. (ISBN 2-7324-2741-1, BNF 38885945) Peintures (Ve – VIIe siècles) du royaume de Kucha. Grottes de Kizil, au cœur de la Sérinde sur la route de la soie. Étude de la technique picturale.
- (en) Jacques Giès, « Marilyn Martin Rhie, Early Buddhist Art of China & Central Asia (Volume two) [compte rendu] », Arts asiatiques, vol. 60, no 1,‎ 2005, p. 184-187 (OCLC 754373746, lire en ligne)